# Thalassomya japonica
Thalassomya japonica är en tvåvingeart som först beskrevs av Tokunaga, Etsuko och Komyo 1955.  Thalassomya japonica ingår i släktet Thalassomya och familjen fjädermyggor. Inga underarter finns listade i Catalogue of Life.